# 荒野の聖ヒエロニムス (デューラー)
『荒野の聖ヒエロニムス』(こうやのせいヒエロニムス、独: Büßender Hieronymus、英: St. Jerome in the Wilderness) は、ドイツ・ルネサンス期の巨匠アルブレヒト・デューラーが1495-1496年に板上に油彩で制作した絵画である。描かれているのは、荒野で悔悛している聖ヒエロニムスである。ケンブリッジのフィッツウィリアム美術館に寄託されていたが、1996年にロンドンのナショナル・ギャラリーに購入された。イギリスの公共美術館にある、真筆性に疑問のない唯一のデューラーの作品である。

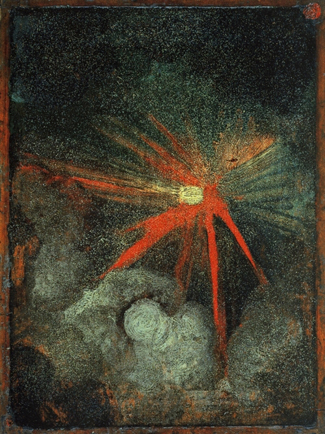
本作の裏面に描かれている「彗星」

本作は1957年に初めて紹介されたが、デューラーの真作として疑問視されたこともあった。しかし、聖ヒエロニムスの背後に横たわるライオンが、デューラーの真作として誰しもが認めている水彩画の『ライオン』とほぼ同じ姿であること、右手奥の岩山の風景がニュルンベルク近郊の石切場を描いた水彩画にモティーフ、描法ともによく似ていること、雲の漂う夕暮れの空の描写が同時期の風景水彩画に描かれている空と共通していること、1496年ごろの作とされる同主題の銅版画と共通するモティーフが多いことから、デューラーの真作であることは間違いない。
この小品はおそらく個人祈祷用のためであったと思われる。木の切り株に差し込まれた十字架の前で、聖ヒエロニムスがイエス・キリストの受難に思いを馳せ、自身の胸に石を打ちつけている。聖人の隣には、聖人に足に刺さった棘を抜いてもらったライオンが横たわっている。背後の風景は北ヨーロッパのものである。周囲の草や花は入念に観察されたもので、いろいろな種類のものを含んでいる。画面右手前の小川には、キリストの受難の象徴であるヒワが2羽おり、そのうちの1羽は水を飲んでいる。この初々しい作品は、デューラーが細心の注意を払い、膨大な時間をかけて制作した銅版画と同様、入念に心を込めて描かれたように思われる。
なお、本作の描かれている板の裏面には、暗い地の上に黄色とオレンジ色の光を放つ彗星が素早い筆致で描かれている。おそらく「最後の審判」の天からの「告知」であろう。聖ヒエロニムスは荒野で審判のラッパを聞いたと言われている。